# Геннадіївська Біблія
Геннадіївська Біблія — перший повний список книг Біблії церковнослов'янською мовою. Сформована 1499 у Новгороді Великому завдяки діяльності новгородського архієпископа Геннадія. Окрім збирання доступних на той час слов'янських текстів, було здійснено наново переклади відсутніх книг (Параліпоменон (Хронік), Ездри, Неємії, Товита, Юдит, Премудрості Соломонової, 1-ша та 2-га Маккавейські, частина книги Естер) із латинської Вульгати, чеських списків, із масоретського тексту. У Геннадіївській Біблії було використано запозичений з латинської Вульгати та німецької друкованої Біблії поділ на книги та розділи.
Геннадіївська Біблія відзначила перший вплив Західної середньовічної схоластики на Росію. Окрім біблійних текстів з латини були перекладено передмови, статті та коментарі. Було використано коментар до Біблії Миколая де Ліра («Biblia cum postillis Nicolai de Lyra», 1485 чи 1487), коментар до Біблії Йоганна Мархесіна («Mammotrectus super Bibliam»), латинсько-німецький словник «Vocabularius breviloquus», а також кельнське видання Біблії 1478 року, звідки було перекладено передмову і зміст.
З Геннадіївської Біблії було зроблено кілька списків, один з яких привіз до України за згодою російського царя Івана IV писар Великого князівства Литовського М. Гарабурда. Цей список став основою для підготовки та видання Острозької Біблії (1581).